# Pseudogonia
Pseudogonia – rodzaj muchówek z rodziny rączycowatych (Tachinidae).

## Wybrane gatunki
- P. fasciata (Wiedemann, 1819)[2]
- P. parisiaca (Robineau-Desvoidy, 1851)[2]
- P. rufifrons (Wiedemann, 1830)[1][2]